# Штепівська волость
Штепівська волость — адміністративно-територіальна одиниця Лебединського повіту Харківської губернії.

Найбільше поселення волості станом на 1914 рік:
- село Штепівка — 1405 мешканців.

Старшиної волості був Кайдаш Григорій Тимофійович, волосним писарем — Усик Яків Гнатович, головою волосного суду — Кондратенко Ераст Семенович.